# 西東京バス恩方営業所

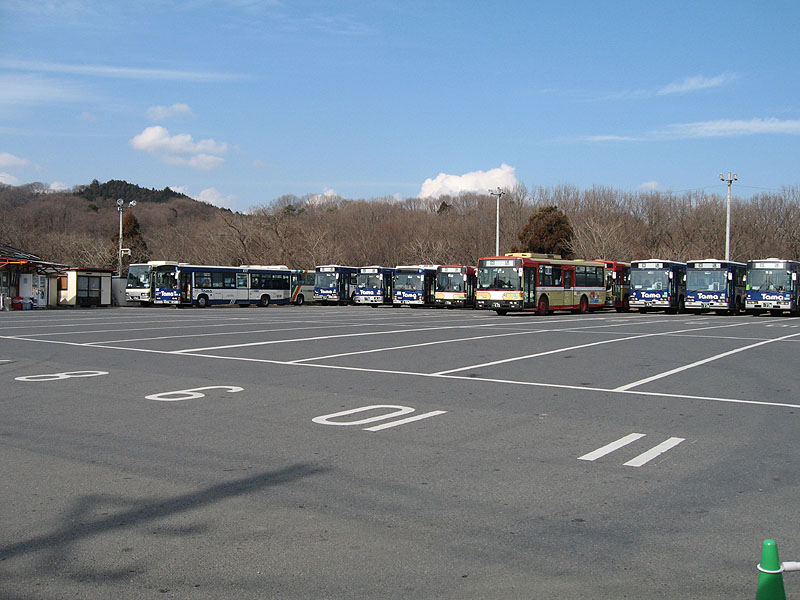
恩方営業所の車庫「恩方ターミナル」
（多摩バス時代）

西東京バス恩方営業所（にしとうきょうバスおんがたえいぎょうしょ）は、東京都八王子市下恩方町に位置する西東京バスの営業所。社番の営業所記号はD。
八王子市西部地区（恩方・高尾地区）を所轄エリアに持つほか、金沢・高松方面への高速バス、貸切バスを担当する。
最寄りバス停留所は「恩方営業所」。隣の停留所「恩方ターミナル」（旧「繊維団地」停留所）にバス車庫がある。営業所と恩方ターミナルともに「八王子繊維工業団地」に隣接する。なお、西東京バス青梅支所も青梅市内の西東京工業団地に立地している。
1992年（平成4年）に廃止された八王子営業所を移転する形で新設。2008年8月31日までは分社化により子会社の多摩バス恩方営業所として営業していたが、翌9月1日に青梅営業所（現：青梅支所）とともに西東京バスへ再統合された。

## 沿革
- 1992年4月6日 - 西東京バス八王子営業所を廃止し[5]、西東京バス恩方営業所を新設する[6]。
- 2000年9月1日 - 多摩バス恩方営業所へ一部路線の運行委託・移管を開始。
- 2003年10月1日 - 多摩バス恩方営業所へ貸切・高速路線バス事業を移管。それに伴い、東京都日野市旭が丘にあった日野営業所（観光バスセンター）を当営業所へ統合。日野営業所の跡地はケーヨーデイツー日野旭が丘店[7]となっている。
- 2005年9月1日 - 当営業所の路線を多摩バスへ完全に移管する。
- 2006年9月1日 - 八王子市西部地区（恩方地区）において大規模な路線再編成を実施。
- 2007年9月30日 - 当営業所の全ての運行路線（高速バスを除く）にPASMOを導入。
- 2008年9月1日 - 多摩バスから西東京バスへのバス事業移管により、再び西東京バスの営業所となる。
- 2009年4月1日 - 管内で系統番号の変更を行う[8]。
- 2013年4月1日 - 長房団地・城山手の路線が京王電鉄バス八王子営業所より移管される。
- 2022年
  - 4月1日 - 「路線バスをご利用されるお客様にわかりやすいご案内をする」ことを目的に、一部系統番号（当営業所管内は旧「霊園」系統を対象）と停留所名の変更を実施[9]。
  - 9月12日 - 市01系統（西八王子駅 - 泉町住宅 - 松枝住宅）が楢原営業所より移管される。
- 2024年10月1日 - ダイヤ改正、系統再編により医01系統を廃止（元八12系統を増便して代替）、美33系統を新設（美32系統の区間便）[10][11]。

## 現行路線
深夜バスは運賃倍額。一部系統で自由乗降区間が存在する（後述）。

### 八王子駅 - 四谷 - 宝生寺団地・恩方営業所方面
- 陣01：京王八王子駅 - 八王子駅北口 - 追分 - 横川 - 四谷 - 神戸 - 宝生寺団地（朝夕のみ）
- 陣02：京王八王子駅 - 八王子駅北口 - 追分 - 横川 - 四谷 - 神戸 - 宝生寺団地 - 上小田野 - 恩方営業所（早朝・夜間）
- 陣02：京王八王子駅 - 八王子駅北口 - 追分 - 横川 - 四谷 - 神戸 - 宝生寺団地 - 上小田野 - 恩方営業所 - 恩方ターミナル（早朝・夜間を除くほぼ終日）
- 陣03：京王八王子駅 ← 八王子駅北口 ← 追分 ← 横川 ← 四谷 ← 神戸 ← 上小田野 ← 恩方営業所（早朝・夜間の上りのみ）
- 陣04：京王八王子駅 - 八王子駅北口 - 追分 - 横川 - 四谷 - 神戸 - 上小田野 - 恩方営業所 - 恩方ターミナル（朝・夜間のみ）
- 陣05：京王八王子駅 - 八王子駅北口 - 追分 - 横川 - 四谷 - 神戸 - 上小田野 - 大久保
- 陣11：京王八王子駅 - 八王子駅北口 - 追分 - 横川 - 四谷 - 松枝住宅
- 宝生寺団地 → 神戸 → 四谷 → 横川 → 追分 → （無停車） → 八王子駅北口 → 京王八王子駅（レーン内急行、平日朝上りのみ）

八王子駅から甲州街道（国道20号）・陣馬街道を通り、恩方エリア（西寺方・上恩方・下恩方）へ向かう路線。京王八王子駅 - 四谷までは全系統で同経路を通り、高尾駅へ向かう元八03（旧・八14）を合わせて同区間は日中は毎時6本程度運行される。平日朝ラッシュ時の上りには甲州街道のバス停をすべて通過するレーン内急行も運行される。
2006年9月1日、八王子市西部地区路線再編成によって美山町行きが高尾駅始発（高34→霊園22→美22）、小津町行きが恩方車庫（現・恩方営業所）始発（恩01）となった関係で、八王子から美山町・小津町方面への接続の利便性向上のため、陣16の終着が恩方車庫から繊維団地（現・恩方ターミナル）に変更、系統番号も陣04へ変更された。2007年9月1日、陣01で宝生寺団地構内の周回運行を日中に限り開始した（後述の通り2022年3月31日をもって団地内周回運行終了）。
2010年4月1日、陣02で早朝に限り恩方車庫始発を新設。これにより陣02は往復運行となった。
2021年9月21日、陣11が新設された。後述の市12とともに2022年に廃止された市11（楢原営業所）の代替として八王子駅 - 八王子市役所・松枝住宅方面の輸送を担う。
2022年4月1日、日中時間帯を中心に運行形態の見直しが行われ、日中の陣01と陣04を統合し、恩方ターミナル発着の陣02として運行。これにより団地内周回運行を行う陣01は廃止された。
陣02・陣04の一部の便は終点の恩方ターミナルで高尾駅から来る美22系統・美山町行きと接続する。同様に陣05系統は終点の大久保で高尾駅から来る美32系統・陣馬高原下行と接続する。

### 八王子駅・西八王子駅 - 横川町 - 松枝住宅方面
- 市01：西八王子駅 - 市役所南 - 横川町住宅 - 三村橋 - 泉町住宅 - 四谷並木橋 - 松枝住宅
- 市12：京王八王子駅 - 八王子駅北口 - 市役所入口 - 横川町住宅

市01は、西八王子駅から市役所南・横川町住宅・泉町住宅を経由して松枝住宅へ至る。2022年9月12日に楢原営業所より移管された。三村橋 - 四谷並木橋間の道路が狭隘路のため中型車で運行される。
市12は2010年4月1日、横川町住宅周辺を循環運行する陣12・市12として新設（2015年3月31日をもって循環運行終了・陣12廃止）。その後、市11（楢原営業所）や元八04（後述）の廃止に伴い本数を増やし、2022年現在、平日日中は毎時4本程度運行される。こちらは大型車での運行となる。

### 高尾駅 - ホーメストタウン・恩方営業所・八王子駅方面

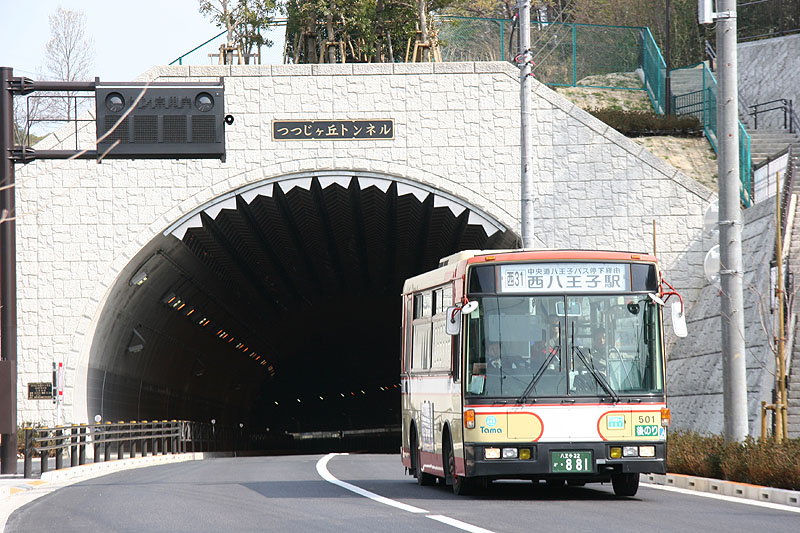
西31（D501）

- 元八03：京王八王子駅 - 八王子駅北口 - 追分 - 横川 - 四谷 - 元八事務所 - 元八二丁目 - 城山大橋 - 高尾駅北口 - 高尾駅南口（朝夕）
- 元八03：京王八王子駅 - 八王子駅北口 - 追分 - 横川 - 四谷 - 元八事務所 - 元八二丁目 - 城山大橋 - 高尾駅北口（日中）
- 元八11：高尾駅北口 → 城山大橋 → 元八二丁目 → ホーメストタウン（住宅地内循環運行） → 元八二丁目 → 城山大橋 → 高尾駅北口
- 元八12（2代）：高尾駅南口 - 高尾駅北口 - 城山大橋 - 元八二丁目 - ホーメストタウン - 川原宿大橋 - 上小田野 - 宝生寺団地（団地内周回運行）
- 元八13：高尾駅北口 → 城山大橋 → 元八二丁目 → ホーメストタウン → 川原宿大橋 → 大久保（高尾駅発21時以降）
- 元八15：高尾駅北口 → 城山大橋 → 元八二丁目 → ホーメストタウン → 川原宿大橋 → 恩方営業所 → 恩方ターミナル → 馬込松木（高尾駅発21時以降）
- 元八16：西八王子駅 - 富士森高校 - 中央道八王子バス停下 - 元八一丁目 - ホーメストタウン（住宅地内循環運行）- 城山大橋 - 高尾駅北口
- 元八17：恩方営業所 → 川原宿大橋 → ホーメストタウン → 元八二丁目 → 城山大橋 → 高尾駅北口（早朝のみ）
- 元八21：西八王子駅 - 富士森高校 - 中央道八王子バス停下 - 元八事務所 - グリーンタウン高尾

高尾駅から高尾街道を通り、元八王子エリアへ向かう路線。
2007年4月2日、西31 → 元八21を日中のみ新設した。元八21は、並木町・長房団地から川町方面へのショートカットとなるつつじヶ丘トンネルが2007年2月22日に開通したことにより新設された。元八事務所 - グリーンタウン高尾間の道路が狭隘路のため中型車で運行される。
2007年9月1日、高12 → 元八11で早朝の一部便を除く終日にわたり、ホーメストタウン住宅内の循環運行を開始した。2009年4月1日、元八12（初代）が新設され、元八11と同じくホーメストタウン住宅地内を循環運行していたが、2010年4月1日に元八16が新設され、元八12が元八11の一部と統廃合となった。
2022年4月1日、元八12（2代）を新設。「買物バス」として日中時間帯に1日7便のみ運行され、宝生寺団地構内を周回運行する。また、同改正で元八03の日中時間帯が高尾駅北口発着に短縮された（朝夕は引き続き南口発着）。
2024年10月1日の改正で、医01系統廃止の代替として、元八12系統が増便された。

### 高尾駅 - 霊園正門 - 大久保方面

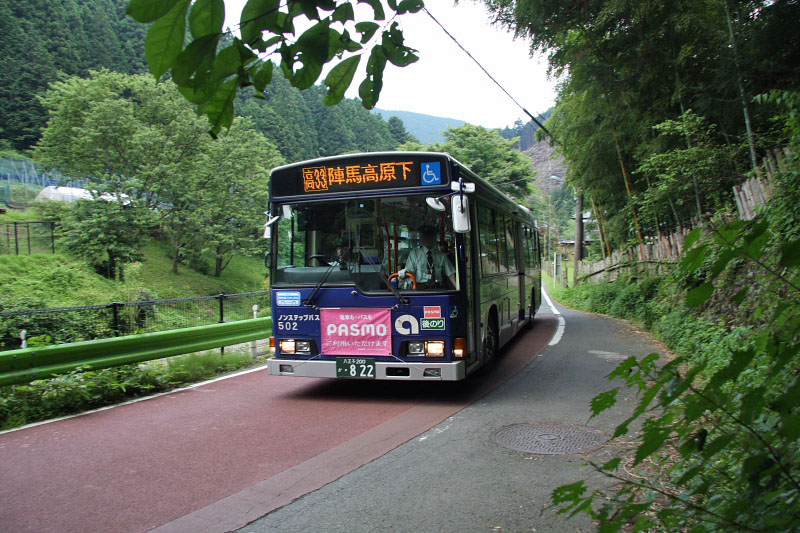
美32（旧 霊園32）、大久保から先は車掌が乗務する。（TD20502）

- 美01（旧 霊園01）：高尾駅北口 - 宮の前 - 霊園正門 - グリーンタウン高尾 - 高尾の森わくわくビレッジ
- 美02（旧 霊園02）：高尾駅北口 - 宮の前 - 霊園正門 - グリーンタウン高尾
- 美03（旧 霊園03）：高尾駅北口 → 宮の前 → 霊園正門 → グリーンタウン高尾 → 川原宿大橋 → 恩方営業所（深夜バス）
- 美11（旧 霊園11）：高尾駅北口 - 宮の前 - 霊園正門 - 川原宿大橋 - 上小田野 - 宝生寺団地
- 美21（旧 霊園21）：高尾駅北口 - 宮の前 - 霊園正門 - 川原宿大橋 - 恩方営業所 - 恩方ターミナル
- 美21（旧 霊園21）：高尾駅北口 ← 宮の前 ← 霊園正門 ← 川原宿大橋 ← 恩方営業所
- 美22（旧 霊園22）：高尾駅北口 - 宮の前 - 霊園正門 - 川原宿大橋 - 恩方営業所 - 恩方ターミナル - 馬込松木 - 美山町（高尾駅発21時まで）
- 美31（旧 霊園31）：高尾駅北口 - 宮の前 - 霊園正門 - 川原宿大橋 - 大久保（高尾駅発21時まで）
- 美32（旧 霊園32）：高尾駅北口 - 宮の前 - 霊園正門 - 川原宿大橋 - 大久保 - 夕焼小焼 - 陣馬高原下
- 美33：高尾駅北口 - 宮の前 - 霊園正門 - 川原宿大橋 - 大久保 - 夕焼小焼
- 城01：高尾駅北口 - 宮の前 - 霊園前・八王子城跡入口 - 八王子城跡（土休日のみ）
- 急行：高尾駅北口 - 夕焼小焼 - 関場 - 陣馬高原下（登山シーズンのみ運行）
- 急行：高尾駅北口 - 霊園前・八王子城跡入口 - 霊園正門 - タウン入口 - グリーンタウン高尾（彼岸シーズンのみ運行）

高尾駅から霊園正門経由で川原宿方面へ向かう路線。2006年9月1日の八王子市西部地区路線再編成により、八王子駅発着だった陣馬高原方面（高34→霊園22→美22、高33→霊園32→美32）が新設された。美22は恩方ターミナルで陣02・陣04と、美32は大久保で陣05とそれぞれ接続するため、八王子方面とのアクセスが可能となっている。
城01は、2012年10月20日新設。土休日のみ毎時1本程度の運行である。
美22・美31の大久保・美山町方向は、高尾駅発21時までの運行で21時以降は霊園経由ではなく、ホーメストタウン経由の元八13・元八15に振り替えられる（先述）。また、美01・02のグリーンタウン高尾方向は、高尾駅発20時以降は、高尾台住宅経由の住02に振り替えられる（後述）。高尾駅方向は終日、霊園経由で運行される。
美33系統は早朝・夜間の美32の一部便を途中の夕焼小焼（ゆうやけこやけ）始発着とした区間便で、2024年10月1日のダイヤ改正で新設された。
なお、美32系統の陣馬高原下行はシーズン時はハイカーで続行便が出ることがある。定期便に先行して走る急行便（夕焼小焼までノンストップ）もしくは定期便に続行する各停便となる。また美32系統の大久保 - 陣馬高原下間は、カーブが多くまた道が狭いため、2人乗務となる。美22系統の仲井 - 美山町間と美32系統の大久保 - 陣馬高原下間は4月1日～11月30日の休日を除き自由乗降区間となる。
2022年4月1日、ダイヤ改正により「霊園」を冠する系統は全て「美」を冠する系統に変更された。なお、恩方管轄の「美」は美山通り経由を意味する。

### 八王子駅・西八王子駅 - 城山手方面
- 長81：京王八王子駅 - 八王子駅北口 - 追分 - 西八王子駅入口 - 富士森高校 - 長房団地ふれあい館 - 城山手
- 長81：京王八王子駅 → 八王子駅北口 → 追分 → 西八王子駅北口 → 富士森高校 → 長房団地ふれあい館 → 城山手（夜間の城山手方向のみ）
- 長82：京王八王子駅 - 八王子駅北口 - 追分 - 西八王子駅入口 - 富士森高校 - 長房団地（日中のみ）
- 長83：西八王子駅北口 - 富士森高校 - 長房団地
- 長84：西八王子駅北口 - 富士森高校 - 長房団地ふれあい館 - 城山手
- 長85：西八王子駅北口 - 富士森高校 - 長房団地ふれあい館 - 城山手 - 城山大橋 - 高尾駅北口
- 長86：西八王子駅北口 - 富士森高校 - 長房団地ふれあい館 - 城山手 - 元八二丁目 - ホーメストタウン - 川原宿大橋 - 恩方営業所（早朝の西八王子駅方向と深夜の恩方営業所方向のみ）

京王・JR八王子駅および西八王子駅から甲州街道を経て長房団地・城山手方面へ至る路線である。2013年4月1日に京王電鉄バス八王子営業所より移管された。
同年9月1日には京王八王子駅 - 長房団地線（八02）の京王八王子駅 - 長房団地ふれあい館 - 城山手線（八01→長81）への統合、西八王子駅北口 - 城山手 - 高尾駅北口線（長85）新設等の改正が行われた。
長81の城山手方向は、夜間のみ西八王子駅北口経由で運行される。京王八王子駅方向は終日、西八王子駅北口を経由しないで運行される。
2022年9月12日、長82が新設され、同時に長81と長83については一部減便された。なお、長82は前述の八02の事実上の復活である。

### 西八王子駅 - 上野原方面
- うえ01：西八王子駅 - 横川 - 四谷 - 小田野 - 上野原 - 恩方ターミナル
- うえ03：西八王子駅 - 横川 - 四谷 - 小田野 - 上野原 - 恩方ターミナル - 小津町（平日3往復のみ）

2006年9月1日の八王子市西部地区路線再編成によって新設された。西八王子駅 - 三村橋は、2005年に廃止された西10・11と同経路を通り、水無瀬橋 - 恩方ターミナル - 小津町は廃止された陣12と同経路を通る。2022年現在、長83 - 長86・元八16とセットのダイヤは大型車、市01や元八21とセットのダイヤは中型車で運行される。
2022年4月1日、うえ03を新設。小津町地域循環バス「モリアオガエル号」の廃止に伴い、うえ01を平日の3往復のみ小津町まで伸ばしたものである。恩方ターミナル - 小津町間は自由乗降区間に指定されている。

### 高尾駅 - 高尾台住宅方面
- 住01：高尾駅北口 - 霞ヶ丘住宅 - 高尾台住宅（高尾駅発20時まで）
- 住02：高尾駅北口 → 霞ヶ丘住宅 → 高尾台住宅 → 霊園正門 → グリーンタウン高尾（高尾駅発20時以降）

### その他
- 直通：八王子駅北口 →（ひよどり山トンネル）→ 工学院大学（休校日運休）

楢原営業所との共管。

## 休廃止路線

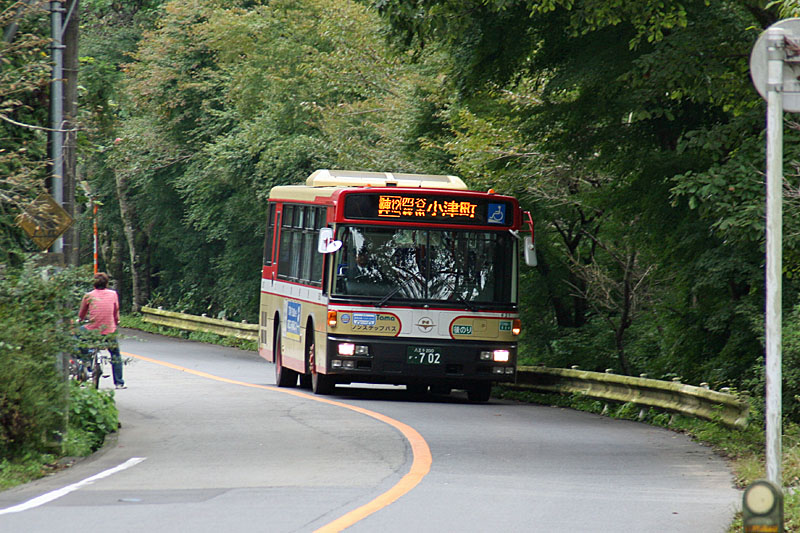
陣12（D5621）

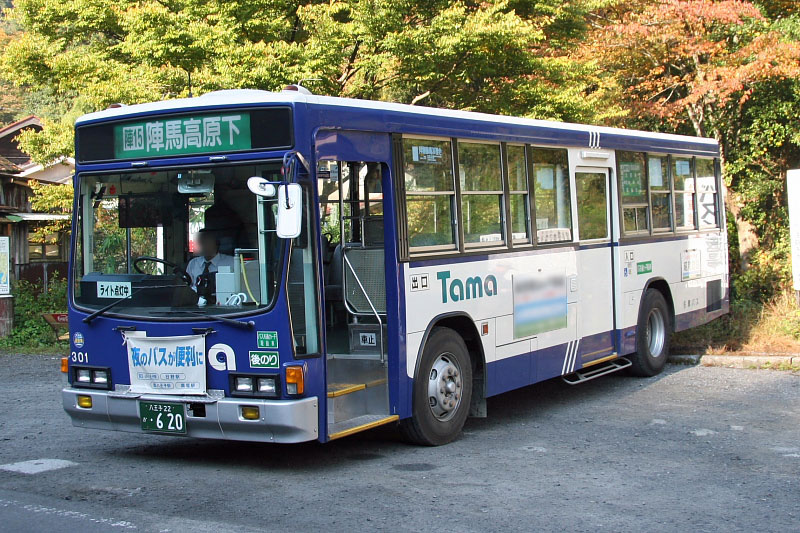
陣15（TD19301）

- 陣12（初代）：京王八王子駅 - 八王子駅北口 - 追分 - 横川 - 四谷 - 神戸 - 小田野 - 繊維団地 - 中小津 - 小津町
- 陣13：京王八王子駅 - 八王子駅北口 - 追分 - 横川 - 四谷 - 神戸 - 小田野 - 美山町
- 陣15：京王八王子駅 - 八王子駅北口 - 追分 - 横川 - 四谷 - 神戸 - 上小田野 - 大久保 - 駒木野 - 力石 - 夕焼小焼 - 陣馬高原下
- 陣16：京王八王子駅 - 八王子駅北口 - 追分 - 横川 - 四谷 - 神戸 - 小田野 - 恩方車庫

2006年9月1日の八王子市西部地区路線再編成により、4路線が全て廃止された。
- 高15：高尾駅北口 - 霊園前 - 八王子城跡

2001年9月1日に廃止。その後、2012年10月20日に同経路で城01が新設され事実上の復活となっている。
- 恩01：恩方車庫 - 中小田野 - 繊維団地 - 小津町
- 恩02：繊維団地 - 小津町

2006年9月1日の八王子市西部地区路線再編成により陣12が廃止され、代替路線として新設された。しかし利用客が少なく、2007年9月1日に大幅減回の上で平日のみ運行となった。2009年12月29日廃止。廃止代替バスとして翌2010年より地域循環貸切バス「モリアオガエル号」が運行されていたが、2022年に廃止された。代替として、うえ03が新設され同区間の路線バス運行が復活した（前述）。
- 元八12（初代）：西八王子駅 - 富士森高校 - 中央道八王子バス停下 - ホーメストタウン（住宅地内循環運行）

2009年4月1日に新設されたが、2010年4月1日に元八11の一部とともに元八16へ統合・廃止された。
- 八02：京王八王子駅 - 八王子駅北口 - 八日町四丁目 - 追分 - 西八王子駅入口 - 富士森高校 - 長房団地

2013年4月1日に京王電鉄バス八王子営業所より移管されたが、同年9月1日に京王八王子駅 - 長房団地ふれあい館 - 城山手線（長81）へ統合・廃止。その後、2022年9月12日に長82に系統番号を変更の上、復活している。
- 陣12（2代）：京王八王子駅 - 八王子駅北口 - 日吉町 - 横川町住宅（平日夕のみ）
- 元八01：高尾駅北口 - 城山大橋 - 元八事務所 - 桑の葉 - グリーンタウン高尾

上記2系統はいずれも2015年4月1日廃止。陣12は京王八王子 - 横川町住宅間の循環運行廃止に伴い廃止して市12へ一本化、元八01は元八22新設に伴い廃止。
- 住03（深夜バス）：高尾駅北口 - 霞ヶ丘住宅 - 高尾台住宅 - 霊園正門 - グリーンタウン高尾 - 川原宿大橋 - 恩方営業所

2011年4月1日に新設されたが、高尾台住宅を経由しない美03（旧 霊園03）に代替されて、2018年7月28日ダイヤ改正で廃止された。
- 元八14：高尾駅北口 → 城山大橋 → 元八二丁目 → ホーメストタウン → 川原宿大橋 → 恩方営業所 → 恩方ターミナル → 馬込松木 → 美山町
- 元八22：西八王子駅 - 富士森高校 - 中央道八王子バス停下 - 元八事務所
- 陣20：四谷 → 横川 → 西八王子駅

上記3系統はいずれも2020年3月28日廃止。元八14は高尾駅発21時以降に運転していたが、元八15が増便された上ですべて代替された。元八22・陣20はいずれも2015年4月1日に新設されたが、わずか5年で廃止となった。
- うえ02：恩方ターミナル → 上野原 → 小田野 → 元八事務所 → 中央道八王子バス停下 → 富士森高校 → 西八王子駅（平日朝2本のみ）
- 元八04：京王八王子駅 - 八王子駅北口 - 市役所入口 - 横川町住宅 - 四谷 - 元八事務所 - 元八二丁目 - 城山大橋 - 高尾駅北口 - 高尾駅南口
- 元八17：恩方営業所 → 川原宿大橋 → ホーメストタウン → 元八二丁目 → 城山大橋 → 高尾駅北口 → 高尾駅南口（土曜・休日の早朝のみ）

上記3系統はいずれも2022年9月12日廃止。横川経由（うえ02 → うえ01・元八04 → 元八03）と高尾駅北口発着（元八17）を増便の上、代替。
うえ02は、2015年4月1日に新設され、平日朝のみの運行、元八04は2010年4月1日に新設され、元八03の大半を置き換えたが、2015年9月1日よりほとんどの便が元八03に変更され、末期は平日朝の高尾駅方向2本のみの運行となっていた。
- 医01：宝生寺団地（団地内周回運行） - 上小田野 - 川原宿大橋 - 霊園正門 - 宮の前 - 高尾駅北口 - （無停車） - 医療センター（平日のみ）

2015年4月1日新設。病院へのアクセス路線で平日に2往復のみの運行だった。2024年10月1日の改正で廃止された。
- 元八02：高尾駅南口 - 高尾駅北口 - 城山大橋 - 元八二丁目 - 元八事務所 - 神戸 - 上小田野- 恩方営業所

早朝、夜間に平日3便、土休日1便が設定されていたが、2025年4月1日ダイヤ改正で系統廃止となった。
- 八27：京王八王子駅 - 八王子駅北口 - 市役所入口・元本郷公園東 - 横川町住宅 - 四谷 - 松枝住宅

2003年9月に楢原営業所へ移管。移管後、2005年9月1日に廃止。
- 寝過ごし救済バス：高尾駅北口 → 城山大橋 → 元八二丁目 → 元八事務所 → 四谷 → 横川 → 追分 → 八王子駅北口（深夜バス）

2014年運行開始。忘年会シーズンの金曜深夜（暦では土曜日）に、高尾駅から八王子駅まで既存の元八03と同経路で運行されていた。2020年以降は運行されていない。

## 車両
1995年まではいすゞ自動車が八王子地区の指定メーカーであり、楢原営業所と同様にいすゞ・キュービック（アイ・ケイ・コーチ製純正ボディ）が主体であった。1995年より西東京バス全体で日産ディーゼル・JPワンステップの大量導入が始まり、それ以降は他の営業所と同様に日産ディーゼル車が多数導入された。
2000年以降はいすゞ・エルガノンステップtype-A（前中間ノンステップバス）の大量導入により、2008年にキュービックは全て代替された。2008年時点ではノンステップバスの日産ディーゼル・スペースランナーUA、いすゞ・エルガが主力となった。
2000年からの多摩バス委託により、西東京バスからの委託路線用として多摩バスで運用されていた車両は、一部は西東京バスカラーのまま残存し西東京バスの社紋を外して使用していたが、2006年よりJPノンステップのみ多摩バスカラー（青色）へ塗色変更された。2008年に西東京バスへ再統合された際は、塗色変更はせずに西東京バスの社紋を再度取り付け、西東京バス塗色の車両は社名表記を多摩バスから西東京バスへ変更、多摩バス塗色の車両は「Tama」ロゴの上から西東京バスのステッカーを貼り付けて使用する。
2013年には、京王電鉄バスからの長房団地・城山手線移管に伴い、当該路線を担当していた京王電鉄バス八王子営業所から日野・レインボーHR10台が当営業所へ移籍した。車体の塗色は西東京バスカラーに変更されたが、移籍車両は京王電鉄バスの仕様でフォグランプが省略されているため、西東京バスの自社発注車と判別できる（2018年時点で全廃）。
2016年からは、日野・ブルーリボンハイブリッド（HL系）が導入され、日産ディーゼル車は2019年に全廃となった。2022年現在は、いすゞ自動車及び日野自動車の車両が在籍する。

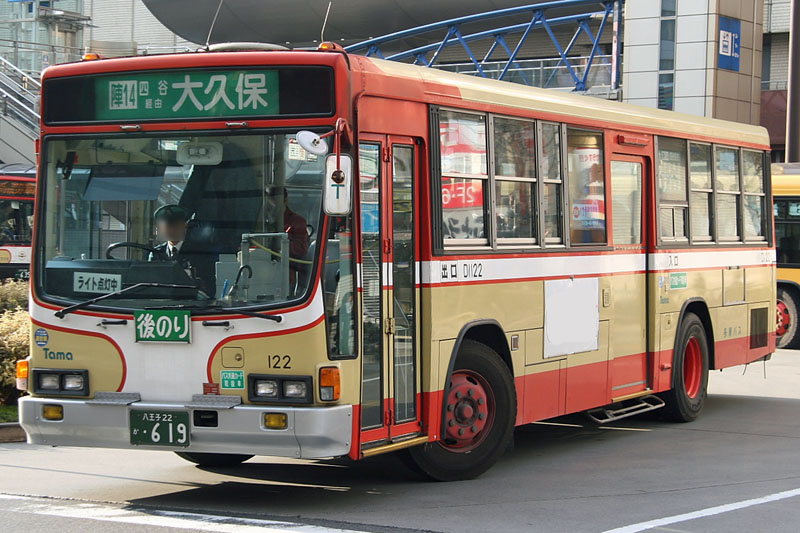
いすゞ・キュービック（D1122）多摩バス移管後
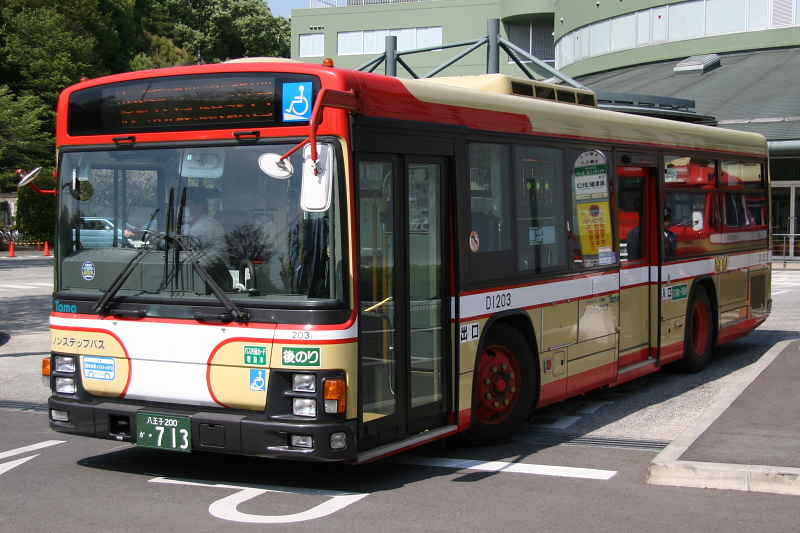
いすゞ・エルガノンステップtype-A（D1203）多摩バス移管後
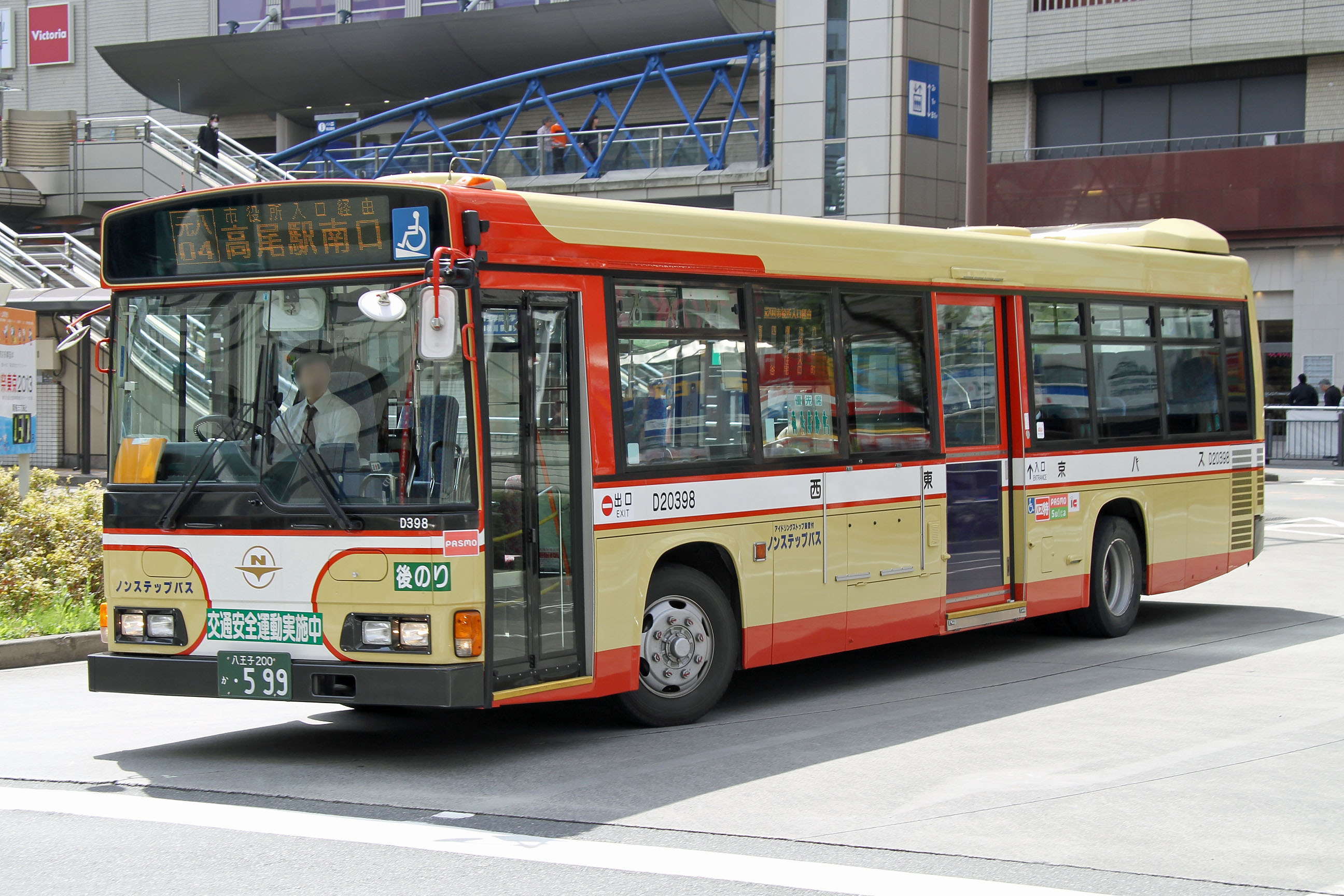
京王電鉄バスからの移籍車（D20398）フォグランプが省略されている